# Gustavo Alfaro
Gustavo Julio Alfaro (* 14. August 1962 in Rafaela) ist ein argentinischer früherer Fußballspieler und derzeitiger -trainer. Seit 2020 trainiert er Nationalmannschaften in Süd- und Mittelamerika.

## Karriere

### Spieler
Alfaro hatte nur eine kurze Spielerkarriere bei seinem Heimatverein Atlético de Rafaela in der Provinz Santa Fe, für den er von 1988 bis 1992 spielte.

## Trainer
Alfaro war Trainer bei verschiedenen Vereinen in seiner Heimat und kurze Zeit in Saudi-Arabien. Seine bisher letzte Station als Vereinstrainer trat er Anfang Januar 2019 bei den Boca Juniors an, der letzten Spielerstation von Diego Maradona.  Im Mai 2019 konnte er mit Boca die Supercopa Argentina gegen seinen früheren Verein Rosario Central gewinnen. Nach torlosen 90 Minuten gewann seine Mannschaft im Elfmeterschießen.
Im August 2020 wurde er Trainer der ecuadorianischen Fußballnationalmannschaft. Bei der Copa América 2021 belegte die Mannschaft nach der Gruppenphase den vierten Platz und verlor im Viertelfinale gegen den späteren Gewinner Argentinien mit 0:3. Es gelang ihm, die Mannschaft auf den vierten Platz der Qualifikation für die WM 2022 zu führen, wodurch Ecuador zum vierten Mal an einer WM-Endrunde teilnahm und dort das offizielle Eröffnungsspiel gegen Gastgeber Katar bestritt. Nach dem Ausscheiden in der Gruppenphase der Weltmeisterschaft trat Alfaro als Nationaltrainer Ecuadors zurück. Im November 2023 übernahm er die Nationalmannschaft von Costa Rica und coachte das Team bei der Copa América 2024. Mit dem jüngsten Turnierkader schied er als Gruppendritter mit vier Punkten hinter Kolumbien und Brasilien aus. Nach dem Turnier gab er seinen Rücktritt bekannt. Nur eine Woche später wurde er als neuer Nationaltrainer Paraguays vorgestellt.

## Erfolge als Trainer
Arsenal de Sarandí
- 2007: Gewinn der Copa Sudamericana
- 2011/12: Gewinn der Clausura der Primera División[9]
- 2012: Gewinn der Supercopa Argentina[10]
- 2012/13: Gewinn der Copa Argentina[11]

Boca Juniors
- 2018/19: Gewinn der Supercopa Argentina